# Spalangia attae
Spalangia attae är en stekelart som beskrevs av Burks 1969. Spalangia attae ingår i släktet Spalangia och familjen puppglanssteklar.
Artens utbredningsområde är El Salvador. Inga underarter finns listade i Catalogue of Life.